# David Kemp (físico)
David Thomas Kemp, FRS (nacido el 24 de febrero de 1945) es un físico británico que trabaja como profesor en el UCL Ear Institute (Instituto del ído) en el University College de Londres
Estudió en el King's College de Londres (licenciatura en 1966, AKC y doctorado en 1970). Descubrió el fenómeno de las otoemisiones acústicas en julio de 1978 mientras trabajaba en el Royal National Throat Nose and Ear Hospital. Fundó una empresa que fabrica equipos para detectar hipoacusia mediante la detección de otoemisiones, ausentes en los oídos de personas que sufren pérdida de audición. Como el método no requiere ninguna cooperación por parte del sujeto, es valioso para detectar hipoacusia en los recién nacidos.
Fue elegido miembro de la Royal Society en 2004.  